# Colpaster scutigerula
Colpaster scutigerula är en sjöstjärneart som beskrevs av Percy Sladen 1889. Colpaster scutigerula ingår i släktet Colpaster och familjen Freyellidae. Inga underarter finns listade i Catalogue of Life.